# Притулок для повнолітніх
«Притулок для повнолітніх» — радянський художній фільм 1987 року, знятий режисером Геннадієм Базаровим на кіностудії «Киргизфільм».

## Сюжет
Курман Акімов, головний лікар наркологічного диспансеру, виходить з того, що для повного лікування його пацієнтів, крім ліків, необхідно усунути причини, що штовхають людину до алкоголю, і повернути людині віру в себе. Однак контингент лікарні настільки специфічний, що часто зусилля Акімова стають безглуздими — і тоді пацієнти стають жертвами лікування.

## У ролях
- Совєтбек Джумадилов — головна роль
- Едільбек Чокубаєв — головна роль
- Микола Марусич — головна роль
- Б. Дуйшеналієв — роль другого плану
- Ф. Башинський — роль другого плану
- Маріанна Катаєва — роль другого плану
- Айтурган Темірова — роль другого плану
- Гульсара Ажибєкова — роль другого плану
- Марія Абакірова — роль другого плану
- Марат Алишпаєв — роль другого плану
- Борис Гітін — Катков
- Дімаш Ахімов — Вахідов
- Нуржуман Іхтимбаєв — роль другого плану
- А. Саражинський — роль другого плану
- А. Абакіров — роль другого плану
- Сергій Ніколаєв — Скрипаль
- Еміль Борончієв — роль другого плану

## Знімальна група
- Режисер — Геннадій Базаров
- Сценарист — Геннадій Базаров
- Оператор — Манасбек Мусаєв
- Художник — Актан Абдикаликов